# Bouře mečů
Bouře mečů (A Storm of Swords) je třetí kniha z fantasy série Píseň ledu a ohně amerického autora George R. R. Martina. Události zhruba první třetiny knihy se časově překrývají s předchozí knihou, Střetem králů. Čtvrtá kniha se jmenuje Hostina pro vrány.
Kniha poprvé vyšla 8. srpna 2000 ve Velké Británii, americké vydání následovalo v listopadu 2000. V roce 2001 vyhrála kniha cenu Locus (stejně jako předchozí díly ságy) a byla nominována na cenu Nebula. Bouře mečů byla rovněž jako první kniha ze série nominována na cenu Hugo, což je jedno z nejprestižnějších ocenění ve světě sci-fi a fantasy literatury. Tuto cenu ale nakonec vyhrál Harry Potter a Ohnivý pohár.
Bouře mečů je prozatím nejdelší kniha ze série. Ve Velké Británii kvůli tomu vyšla, podobně jako u prvního vydání v češtině, ve dvou svazcích.

## Děj
Lord Tywin Lannister se ujme úřadu pobočníka svého vnuka, krále Joffreyho, což společně s počínáním královny Cersei vzbuzuje Tyrionovu nelibost. Na žádost svého otce se Tyrion Lannister nakonec ožení s neochotnou Sansou Stark, která je po (ve skutečnosti zdánlivé) smrti svých malých bratrů formální dědičkou svého staršího bratra Robba.
Království Robba Starka se začíná hroutit. Cestu na sever do své země má odříznutou muži ze Železných ostrovů, a tak se vrací do Řekotočí. Catelyn ke svému zděšení zjišťuje, že se Robb oženil, ačkoliv byl zaslíbený jedné z dcer nebo vnuček svého spojence, Waldera Freye. Jeho manželkou je teď ale Jeyne Westerling, dívka z bezvýznamného rodu, který je vazalem Lannisterů, a se kterou se sblížil, když mu ošetřovala zranění. Byla s ním i ve chvíli, kdy se dozvěděl o smrti svých bratrů, a utěšila ho. Strávili spolu noc a protože Jeyne byla panna, Robb cítil, že je jeho povinnost se s ní poté oženit. Přišel tím však o strategické spojenectví rodu Freyů. Bohužel to potřebuje k tomu, aby se vydobyl cestu na Sever, a tak Walderu Freyovi nabídne, že se místo něj ožení s ženou z rodu Freyů Edmure Tully, jeho strýc a pán Řekotočí. Lord Frey vyžaduje, aby se mu Robb osobně omluvil, a tak se Robb stane jedním z čestných hostů na svatbě Edmura a Roslin Frey. Tato událost, která nakonec vešla ve známost jako Rudá svatba, ale byla jenom pastí, kterou zkomplotovali Walder Frey, Tywin Lannister a jeden z Robbových vazalů, Roose Bolton. Hned poté, co jsou novomanželé odvedeni na lože, Freyové poruší posvátné právo hostů a začnou vraždit lordy ze Severu. Samotný Robb je zraněný několika šípy. Catelyn Stark přiloží nůž k hrdlu prosťáčka, kterého považuje za Freyova syna, a žádá lorda Waldera, aby nechal Robba jít a ji si nechal jako rukojmí, jinak jeho synovi podřízne krk. Frey ale odpoví, že je to jenom vnuk a stejně nikdy nebyl k užitku. Vzápětí k Robbovi přistoupí Roose Bolton a probodne mu srdce. Catelyn v zoufalství zabije Freyova vnuka a o chvíli později i jí samotné podříznou hrdlo.
Mezitím k sídlu Freyů doráží Arya Stark se Sandorem Cleganem, který ji chce prodat jejímu bratrovi, jsou ale jenom svědky toho, jak je zrádně pobíjena seveřanská armáda. Clegane Aryu odveze pryč a dívka ho nakonec zraněného opustí. Plaví se do města Braavos, kde se chce naučit umění zabíjet, aby se dočkala pomsty za svou rodinu.
Bran a Rickon Starkovi se po útěku ze Zimohradu rozdělili a každý putuje jiným směrem. Rickon k Bílému přístavu a Bran za Zeď, kde chce najít Tříokou vránu, o které se mu zdálo, a jakýkoliv osud ho čeká.
V Králově přístavišti se koná svatba krále Joffreyho s Margery Tyrell, vdovou po Renlym Baratheonovi, během které se Joffrey napije vína, začne se dusit a zemře. Sansa Stark využije zmatku během hostiny a konečně se jí podaří dostat z Králova přístaviště, pod ochranu Petyra Baeliše. Baeliš se ožení s ovdovělou lady Arryn a představí jí i její neteř, ale nakonec svou ženu zabije. Z její řeči se Sansa dozví nejen to, že Lysa (Tully) Arryn milovala Beališe už od dětství, ale také to, že na jeho přání otrávila svého manžela a poslala dopis o jeho vraždě své sestře Catelyn, aby tak vznikla nevraživost mezi Starky a Lannistery.
Tyrion je obviněn z Joffreyho vraždy, při božím soudu, který má prokázat jeho nevinnost, za něj bojuje Oberyn Martell, princ z Dorne, který svého protivníka Gregora Cleganea otráví kopím, ale sám je zabit. Z cely nakonec Tyriona osvobodí Jaime, který se nedávno vrátil do Králova přístaviště. Jaime mu také konečně poví pravdu o tom, jak Tyriona a jeho první ženu jejich otec rozeštval. Tyriona to rozzuří tak, že Tywina Lannistera zabije a prchá ze Západozemí.
Jon Sníh se společně s Mancem Nájezdníkem a Divokými vrací ke Zdi, kterou Divocí chtějí jednou provždy zdolat. Ygritte se stane jeho milenkou, ale nakonec opouští ji i Divoké a vrací se do Černého hradu, aby bránil Zeď. Při jednom z útoků zemře i Ygritte. Volání o pomoc Noční hlídky vyslyší jediný přeživší z pěti králů, Stannis Baratheon, který porazí bojovníky Mance Nájezdníka a vezme ho do zajetí. Nabízí Jonu Sněhovi, že jako král ho může zbavit břemene nemanželského původu a může z něj udělat Jona Starka, lorda ze Zimohradu, pokud podpoří Stannise, jakožto vazal. Jon však odmítne a je poté zvolen novým lordem velitelem Noční hlídky.
Daenerys Targaryen na kontinentu Essos začne dobývat otrokářská města a osvobozovat otroky, ale zjišťuje, že následky jejích činů nejsou přesně takové, jak předpokládala. Rozhodne se zůstat v jednom z otrokářských měst, Meereenu, a naučit se zde vládnout, než se může pokusit znovu získat Sedm království Západozemí.
V epilogu se čtenář znovu setkává s partyzánským Bratrstvem bez praporců, které však už nevede Ser Beric Dondarrion, oživený z několika smrtí. Obětoval totiž svůj život, aby oživil mrtvou Catelyn Stark, kterou vyplavila řeka. Ta s pomocí Bratrstva loví a popravuje jakékoliv muže, kteří slouží Freyům, Boltonům nebo Lannisterům, ať už měli co do činění s Rudou svatbou, nebo neměli.

## Vypravěči
Každá kapitola je vyprávěna v er-formě z pohledu jedné z postav. Jejich stav mysli, názory a vztah k ostatním silně ovlivňuje styl vyprávění, takže ani jeden z pohledů se nedá popsat jako nezaujatý. V Bouři mečů je deset takových postav a dvě postavy, které jsou vypravěči prologu a epilogu.
- Prolog: Chett, bratr Noční hlídky.
- Lady Catelyn Stark z rodu Tully, vdova po Eddardu Starkovi.
- Ser Davos Mořský, bývalý pašerák, rádce krále Stannise.
- Sansa Stark, starší dcera Eddarda a Catelyn.
- Arya Stark, mladší dcera Eddarda a Catelyn.
- Bran Stark, druhý syn Eddarda a Catelyn.
- Jon Sníh, nemanželský syn Eddarda Starka, dezertér noční hlídky.
- Tyrion Lannister, trpaslík, bratr královny Cersei a Jaimeho Lannistera, syn lorda Tywina Lannistera.
- Ser Jaime Lannister, bratr královny Cersei a Tyriona Lannistera, syn lorda Tywina Lannistera.
- Daenerys Targaryen, dědička rodu Targaryenů, matka draků, královna Meereenu.
- Samwell Tarly, bratr Noční hlídky
- Epilog: Merrett Frey z rodu Freyů